# Биков Павло Борисович
Павло Борисович Биков (10 квітня 1914, село Тюменєво Шацького повіту Рязанської губернії, тепер Чучковського району Рязанської області, Російська Федерація — 12 грудня 2013, місто Рязань, Російська Федерація) — радянський діяч, робітник, новатор виробництва, токар Московського заводу шліфувальних верстатів. Депутат Верховної Ради СРСР 3—4-го скликань. 

## Біографія
Народився в селянській родині. Трудову діяльність розпочав на торфорозробках. Закінчив школу заводського навчання.
З 1933 року — робітник Московського заводу шліфувальних верстатів.
Працюючи токарем Московського заводу шліфувальних верстатів, в 1938 році почав освоювати метод швидкісного різання. Застосував твердосплавний інструмент, покращив геометрію токарного різця, докорінно змінив технологію обробки деталей, модернізував верстат, завдяки чому досяг підвищення продуктивності праці.
З 1941 по червень 1942 року разом із заводом перебував в евакуації в місті Челябінську. Після повернення до Москви став ініціатором організації комсомольсько-молодіжних бригад на заводі шліфувальних верстатів та ініціатором соціалістичного змагання за дострокове виконання післявоєнної «сталінської п'ятирічки».
Член ВКП(б) з 1947 року.
У 1950 році, працюючи на швидкості 1000—2400 метрів за хвилину, виконав 25 річних норм, у 1953 році досягнув швидкості різання 3800 метрів за хвилину.
У 1957 році закінчив Московський верстато-інструментальний технікум.
З 1959 року працював інженером-технологом Московського заводу шліфувальних верстатів.
Автор книг «Наш внесок у п'ятирічку» (1947), «Шлях до щастя» (1951).
Потім — персональний пенсіонер. Помер 12 грудня 2013 року в місті Рязані.

## Нагороди
- Сталінська премія І ст. (1949) — «за впровадження швидкісних методів обробки металів різанням, що забезпечують значне підвищення продуктивності праці»
- медалі